# 萨赫勒电视台
萨赫勒电视台（法語：Télé Sahel）是西非尼日尔的国家广播公司。萨赫勒电视台由尼日尔广播电视办公室拥有和经营，该办公室还经营萨赫勒之声电台和TAL卫星电视台，提供法语和多种当地语言的新闻和其他节目。成立于 1964 年，现任总干事是 Moussa Saley。
萨赫勒电视台在财政上依赖于政府，部分是通过增加收费，部分是通过直接补贴。尼日尔通信高级委员会还维持着一个支持私人广播公司的基金，尽管它的付款被批评为政治性和不规范的。 